# 表面積
表面積（ひょうめんせき）は、立体図形の表面の面積。直感的には、立体図形を水中に入れたとき濡れる部分の面積のことである。
ユークリッド空間で、図形を a倍に拡大すると、体積は a3倍になるのに対し、表面積は a2倍になる。ただし、3軸それぞれの方向に a. b, c倍に拡大した場合は、体積は abc倍になるが、表面積の変化は図形による。
せん断成分のある変形に対しては、体積は一定だが表面積は一般に異なる。例えば、底面が合同で高さが同じ平行六面体と直方体は、体積が等しいが表面積は異なる。
表面積は、一般には積分を使って計算される。対称性の高い図形のみ、初等数学で求まる公式が得られる。楕円体のように、体積は簡単に求まるが表面積を求めるには複雑な計算が必要な図形もある。

## 表面積の公式の例
| 立方体                                    | {\displaystyle 6a^{2}}                                                                   | 辺長 a                       |
| 直方体                                    | {\displaystyle 2(ab+bc+ca)}                                                              | 辺長 a, b, c                 |
| 球                                        | {\displaystyle 4\pi r^{2}}                                                               | 半径 r                       |
| 扁球                                      | {\displaystyle 2\pi a^{2}\left(1+{\frac {(1-e^{2})\tanh ^{-1}e}{e}}\right)}              | 長半径 a, 離心率 e           |
| 長球                                      | {\displaystyle 2\pi a^{2}\left(1-e^{2}+{\frac {{\sqrt {1-e^{2}}}\sin ^{-1}e}{e}}\right)} | 長半径 a, 離心率 e           |
| トーラス                                  | {\displaystyle 4\pi ^{2}Rr}                                                              | 大半径 R, 小半径 r           |
| 直円錐                                    | {\displaystyle \pi r(r+{\sqrt {r^{2}+h^{2}}})}                                           | 底面の半径 r, 高さ h         |
| 直円柱                                    | {\displaystyle 2\pi r(r+h)}                                                              | 底面の半径 r, 高さ h         |
| 直柱体                                    | {\displaystyle 2B+sh}                                                                    | 底面積 B, 底面の周 s, 高さ h |
| デルタ多面体 （正四・八・二十面体を含む） | {\displaystyle {\frac {\sqrt {3}}{4}}na^{2}}                                             | 辺長 a, 面数 n               |
| 正十二面体                                | {\displaystyle 3{\sqrt {25+10{\sqrt {5}}}}a^{2}}                                         | 辺長 a                       |
| メンガーのスポンジ                        | {\displaystyle \infty }                                                                  |                              |

## 高次元図形の表面積
一般の n次元図形については、図形の表面の n − 1次元ルベーグ測度を表面積と呼ぶ。面積（2次元ルベーグ測度）でないことを強調したいときは、超表面積ともいう。
ユークリッド空間では、図形を a倍に拡大すると、体積（図形の n次元ルベーグ測度）は an倍、表面積は an−1 倍になる。